# 亚伞花繁缕
亚伞花繁缕（学名：Stellaria subumbellata）是石竹科繁缕属的植物。分布在印度、尼泊尔、锡金以及中国大陆的西藏、四川、云南等地，生长于海拔3,500米至5,000米的地区，常生长在岩石缝隙、高山草甸或垫状灌丛，目前尚未由人工引种栽培。

## 异名
- Stellaria subumbellata Edgew. ex Edgew. et Hook. f. f. villosa H. Chuang